# Championnat du Luxembourg de football 1914-1915
Navigation
Saison précédente Saison suivante
La saison 1914-1915 du Championnat du Luxembourg de football était la 5e édition du championnat de première division au Luxembourg. Onze clubs disputent une première phase par poules puis les vainqueurs de chaque groupe jouent la phase finale nationale.
C'est le club de l'US Hollerich, double tenant du titre, qui remporte à nouveau le titre en battant en finale le club de la Jeunesse d'Esch. C'est le 3e titre de champion du Luxembourg de l'histoire du club.

## Les 11 clubs participants
| - Sporting Club Luxembourg - Racing Club Luxembourg - US Hollerich - Jeunesse d'Esch - CS Pétange - SC Differdange | - Fola Esch - SC Echternach - Stade Dudelange - US Dudelange - Young Boys Diekirch |

## Compétition

### Première phase
Le premier de chaque poule est qualifié pour la phase nationale.
| Rang | Équipe                   | Pts | J | G | N | P | Bp | Bc | Diff |  | Résultats (▼ dom., ► ext.) | Spo | Rac | Hol |
| ---- | ------------------------ | --- | - | - | - | - | -- | -- | ---- |  | -------------------------- | --- | --- | --- |
| 1    | Sporting Club Luxembourg | 6   | 4 | 3 | 0 | 1 | 10 | 8  | +2   |  | Sporting Club Luxembourg   |     | 6-5 | 1-0 |
| 2    | Racing Club Luxembourg   | 5   | 4 | 2 | 1 | 1 | 13 | 10 | +3   |  | Racing Club Luxembourg     | 3-1 |     | 4-2 |
| 3    | US Hollerich (T)         | 1   | 4 | 0 | 1 | 3 | 3  | 8  | -5   |  | US Hollerich (T)           | 0-2 | 1-1 |     |

- Pour une raison indéterminée, l'US Hollerich a été déclaré vainqueur de la poule et qualifié pour la phase finale.

| Équipe 1        | Résultat | Équipe 2  | Aller | Retour |
| --------------- | -------- | --------- | ----- | ------ |
| Jeunesse d'Esch | 5 - 4    | Fola Esch | 3 - 2 | 2 - 2  |

| Équipe 1        | Résultat | Équipe 2     | Aller | Retour |
| --------------- | -------- | ------------ | ----- | ------ |
| Stade Dudelange | 12 - 2   | US Dudelange | 6 - 1 | 6 - 1  |

| Équipe 1   | Résultat | Équipe 2       | Aller | Retour |
| ---------- | -------- | -------------- | ----- | ------ |
| CS Pétange | 6 - 4    | SC Differdange | 4 - 3 | 2 - 1  |

| Équipe 1            | Résultat | Équipe 2      | Aller | Retour |
| ------------------- | -------- | ------------- | ----- | ------ |
| Young Boys Diekirch | 10 - 0   | SC Echternach | 7 - 0 | 3 - 0  |

### Phase finale
|  | Quarts de finale | Quarts de finale | Quarts de finale            | Quarts de finale            |                 |                 | Demi-finales | Demi-finales | Demi-finales | Demi-finales |  |  | Finale | Finale | Finale | Finale |
|  |                  |                  |                             |                             |                 |                 |              |              |              |              |  |  |        |        |        |        |
|  |                  |                  |                             |                             |                 |                 |              |              |              |              |  |  |        |        |        |        |
|  |                  |                  |                             |                             |                 |                 |              |              |              |              |  |  |        |        |        |        |
|  |                  |                  |                             |                             |                 |                 |              |              |              |              |  |  |        |        |        |        |
|  |                  |                  |                             |                             |                 |                 |              |              |              |              |  |  |        |        |        |        |
|  |                  |                  |                             |                             |                 |                 |              |              |              |              |  |  |        |        |        |        |
|  | US Hollerich     | US Hollerich     | 3                           | 3                           |                 |                 |              |              |              |              |  |  |        |        |        |        |
|  | US Hollerich     | US Hollerich     | 3                           | 3                           |                 |                 |              |              |              |              |  |  |        |        |        |        |
|  |                  |                  | Young Boys Diekirch forfait | Young Boys Diekirch forfait | 0               | 0               |              |              |              |              |  |  |        |        |        |        |
|  |                  |                  |                             |                             | 0               | 0               |              |              |              |              |  |  |        |        |        |        |
|  |                  |                  |                             |                             |                 |                 |              |              |              |              |  |  |        |        |        |        |
|  |                  |                  |                             |                             |                 |                 |              |              |              |              |  |  |        |        |        |        |
|  | US Hollerich     | US Hollerich     | 8                           | 8                           |                 |                 |              |              |              |              |  |  |        |        |        |        |
|  | US Hollerich     | US Hollerich     | 8                           | 8                           |                 |                 |              |              |              |              |  |  |        |        |        |        |
|  |                  |                  | Jeunesse d'Esch             | Jeunesse d'Esch             | 1               | 1               |              |              |              |              |  |  |        |        |        |        |
|  | Jeunesse d'Esch  | Jeunesse d'Esch  | Jeunesse d'Esch             | Jeunesse d'Esch             | 1               | 1               | 4            | 4            |              |              |  |  |        |        |        |        |
|  | Jeunesse d'Esch  | Jeunesse d'Esch  |                             |                             |                 |                 |              |              |              |              |  |  |        |        |        |        |
|  | Stade Dudelange  | Stade Dudelange  | 1                           | 1                           |                 |                 |              |              |              |              |  |  |        |        |        |        |
|  | Stade Dudelange  | Stade Dudelange  | 1                           | 1                           | Jeunesse d'Esch | Jeunesse d'Esch | 4            | 4            |              |              |  |  |        |        |        |        |
|  |                  |                  |                             |                             | Jeunesse d'Esch | Jeunesse d'Esch | 4            | 4            |              |              |  |  |        |        |        |        |
|  |                  |                  | CS Pétange                  | CS Pétange                  | 0               | 0               |              |              |              |              |  |  |        |        |        |        |
|  |                  |                  |                             |                             | 0               | 0               |              |              |              |              |  |  |        |        |        |        |
|  |                  |                  |                             |                             |                 |                 |              |              |              |              |  |  |        |        |        |        |
|  |                  |                  |                             |                             |                 |                 |              |              |              |              |  |  |        |        |        |        |
|  |                  |                  |                             |                             |                 |                 |              |              |              |              |  |  |        |        |        |        |
|  |                  |                  |                             |                             |                 |                 |              |              |              |              |  |  |        |        |        |        |

## Bilan de la saison
| Championnat du Luxembourg de football 1914-1915 |                         |
| Champion                                        | US Hollerich (3e titre) |
| Promotions et relégations                       |                         |
| Promus en Division Nationale                    | Inconnu                 |
| Relégués en Division d'Honneur                  | Inconnu                 |